# Loud Guitars, Big Suspicions
Loud gitaras, Big Suspicions – pierwszy autorski album muzyczny Shannon Curfman z 1999 roku wydany przez wytwórnię płytową Arista Records.
Tytuł pochodzi z tekstu jednego z utworów Sheryl Crow, "Hard to Make a Stand", który Curfamn wykonuje na swoim albumie.

## Lista utworów
1. "Few and Far Between" (Kevin Bowe, Shannon Curfman) – 3:54
2. "No Riders" (Bowe, Curfman) – 3:29
3. "True Friends" (Bruce McCabe) – 3:29
4. "If You Change Your Mind" (Bowe, Curfman, DavidGrissom) – 4:25
5. "Love Me Like That" (Bowe, Curfman, Jonny Lang) – 3:22
6. "Playing with Fire" (Curfman, Gordon Kennedy, Wayne Kirkpatrick, Tommy Sims) – 4:56
7. "I Don't Make Promises (I Can't Break)" (Bowe, Kostas) – 3:48
8. "Hard to Make a Stand" (Bill Bottrell, Scott Bryan, Sheryl Crow, Todd Wolfe) – 4:01
9. "The Weight" (Robbie Robertson) – 5:26
10. "Never Enough" (Bowe, Curfman) – 3:47
11. "I'm Coming Home" (Bowe, Curfman, McCabe) – 3:12

## Twórcy
- Shannon Curfman - gitara, wokal, chórki
- Dave Anania - perkusja
- Kenny Aronoff - bębny
- Michael Bland - bębny
- Kevin Bowe - gitara akustyczna, gitara, mandolina, chórki
- Randy Casey - gitara, chórki
- Margaret Cox - chórki
- Andy Dee - gitara hawajska
- Debbie Duncan - chórki
- David Grissom - gitara
- Pat Hayes - harmonijka
- Jack Holder - gitara akustyczna, gitara
- Cynthia Johnson - chórki
- Jonny Lang - gitara
- Tim Mahoney - chórki
- Bruce McCabe - fortepian
- Paul Peterson - gitara basowa
- Ricky Peterson - keyboard, chórki
- Sonny Thompson - chórki